# قاضی (سملقان)
قاضی، شهری در بخش سملقان شهرستان سملقان در استان خراسان شمالی ایران است. این شهر، مرکز بخش سملقان است.

## پیشینه نام
در منابع قدیمی نام قاضی به صورت غازی نوشته شده‌است که معنی لغوی آن جنگجو یا مکان جنگجویان تعبیر می‌شود؛ خواجه رشیدالدین فضل‌الله همدانی در صفحه ۲۰ کتاب تاریخ مبارک غازانی نوشته‌است: امیر نوروز از سرداران غازان خان در سال ۶۹۱ ه‍.ق در سملقان (قاضی کنونی) اردو زد و برآن شد تا با نوروزخان از مخالفان غازان خان که بخشی از خراسان شمالی را در اختیار داشت بجنگد.

## جمعیت
بر پایه سرشماری عمومی نفوس و مسکن در سال ۱۳۹۵، جمعیت شهر قاضی برابر با ۲٬۴۲۸ نفر (۶۱۱ خانوار) بوده‌است.